# Sauks

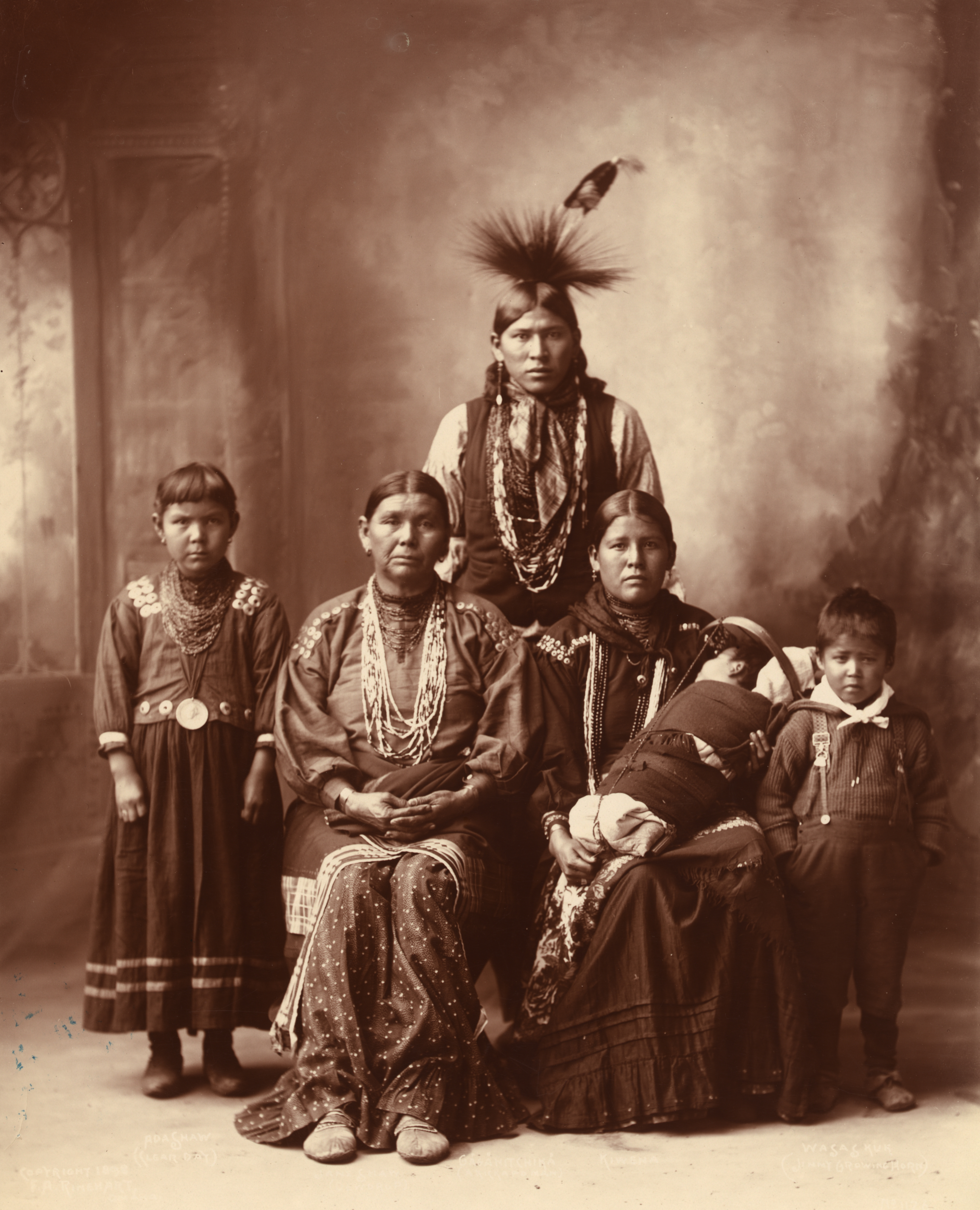
Famille de Sauks photographiée par Frank Rinehart en 1899.

Les Sauks ou Sakis sont un peuple amérindien très proche, par la langue et la culture, des Mesquakies (Renards), des Kickapous et des Mascoutins.
Les Sauks, comme les autres tribus, vivaient dans des villages, et cultivaient maïs, haricots et courges. Ils chassaient le gros gibier en été et, en hiver, ils devenaient des trappeurs pour participer à la traite des fourrures. 
Leur village se trouvait à l'embouchure de la rivière aux Outagamis dans la baie des Puants (désormais connue sous le nom de baie de Green Bay). Tout en étant les alliés des Outagamis, ils ont moins participé qu'eux aux combats. Et cela tant contre les tribus ennemies que contre les Français. Ceci tient peut-être au fait qu'ils étaient frontaliers des postes de traite et des missions françaises qui furent fondées dans la baie des Puants. Cela changea en 1733, le jour où les Sauks recueillirent des Outagamis après leur guerre contre les Français. 
Ensuite, ils migrèrent vers l'ouest s'arrêtant tout d'abord dans le Mississippi puis dans l'Iowa.